# Franz von Mercy
Franz von Mercy ou François de Mercy, né vers 1590 à Longwy (Duché de Bar) et mort le 3 août 1645 à Alerheim (Bavière), est un officier général du Saint-Empire. Generalfeldmarschall au service de la Ligue catholique, il fut Statthalter d'Ingolstadt, et Oberbefehlshaber de l'armée impériale pendant la guerre de Trente Ans.

## Biographie
Mercy est issu d'une famille de la noblesse de Lorraine. Son père s'appelle également François. Il a un frère, Kaspar (Gaspard), officier général au service du duc de Bavière. Son épouse s'appelle Anne-Marguerite. Elle est la fille du bailli de l'Ortenau, Johann Rainer von Schauenburg.
En 1606 il entre au service de l'armée impériale et y monte progressivement dans la hiérarchie. Il participe en 1631 à la bataille de Breitenfeld et combat  en 1634 dans le sud-ouest de l'Allemagne. Il défend Breisach contre une attaque menée par les troupes protestantes de Bernard de Saxe-Weimar.
En 1636 il commande les troupes du duc de Lorraine, Charles IV, membre de la coalition regroupant l'Autriche, l'Espagne, la Bavière, le pape, en guerre contre la France de Louis XIII et Richelieu (Guerre de dix ans, commencée le 19 mai 1635). Cette armée du duc de Lorraine fait partie des forces coalisées commandées par le général en chef Matthias Gallas. Le 15 août 1636, le duc de Lorraine et Franz von Mercy font une entrée triomphale à Dole (en Franche-Comté) qu'une armée française, commandée par le prince de Condé, gouverneur de Bourgogne n'avait pas réussi à prendre quelques semaines auparavant. Une partie de l'armée lorraine, constituée essentiellement de trois mille mercenaires croates se dirige alors sur Pontailler-sur-Saône (ville du duché de Bourgogne). La ville, après une belle résistance, est prise le 28 août. La répression infligée par l'armée de Franz von Mercy fut effroyable : tous les habitants capturés furent brûlés vifs, toutes les maisons incendiées, les deux églises rasées. Les forces croato-lorraines s'abattent alors sur les villages voisins de Pontailler : les villages de Maxilly-sur-Saône, Heuilley-sur-Saône (le 30 août 1636), Talmay, Saint-Sauveur, etc., furent complètement détruits, y compris les églises et prieurés. Tous les habitants qui n'avaient pu se cacher au fond des forêts ou dans des îles reculées de la Saône furent passés au fil de l'épée, sans considération de leur sexe ou leur âge. Ce fut un massacre d'une cruauté implacable. Cette armée, dont Franz Mercy était le commandant en chef, se dirigea alors sur Mirebeau-sur-Bèze qui offrit une belle résistance (2 septembre 1636) avant que la jonction de l'armée de Mercy avec le gros des troupes de Gallas ne permette la prise de la ville. Elle fut traitée avec la même violence que les villages du bord de Saône. Les armées impériales de Gallas et Mercy se dirigèrent alors vers le sud en continuant leurs massacres (le prieuré de Saint Léger fut dévasté et tous les habitants tués) jusqu'à la ville de Saint-Jean-de-Losne. Là, les habitants, hommes et femmes, leur opposèrent une farouche et héroïque résistance jusqu'à l'arrivée de renforts français. Le camp des armées impériales ayant été inondé par une crue de la Saône, Gallas et Mercy décidèrent de se replier vers la Comté. La retraite, dans le mauvais temps (du 3 novembre à décembre 1636), fut très pénible et l'armée impériale y laissa de nombreux canons et de nombreux morts. Il fallut deux générations pour que les villages de Pontailler, Maxilly, Heuilley, Talmay soient reconstruits et retrouvent une vie normale.     
En 1638, Franz von Mercy passe au service de la Bavière. Pendant l'hiver 1640-1641, il s'oppose victorieusement à une attaque des Suédois commandés par Johan Banér. 
Le 24 novembre 1643, les armées réunies de Mercy, de Jean de Werth et de Charles IV de Lorraine battent les Français commandés par Josias Rantzau à la bataille de Tuttlingen. 
En 1644, les armées coalisées de Bavière et du Saint-Empire, respectivement sous les ordres de Mercy et de Jean de Werth, libèrent Überlingen par Charles-Christophe de Mazancourt, et Fribourg-en-Brisgau de l'occupation par les Français et finalement, battu par l'armée française de Condé et Turenne à la bataille de Fribourg. Le 5 mai 1645, Mercy a encore l'occasion de vaincre les Français à la bataille de Mergentheim. Mais le 3 août, Mercy et Jean de Werth sont en revanche battus par Condé et Turenne à la bataille d'Alerheim. Ce jour-là, Mercy reçoit une balle de mousquet en pleine tête et fait partie des quelque huit mille morts. Enterré près du champ de bataille, on grave sur sa tombe cette épitaphe : Sta, viator, heroem calcas (« Arrête-toi voyageur, tu marches sur [les cendres d']un héros »).